# Соломенные колокола
«Соломенные колокола» (укр. Солом'яні дзвони) — советский украинский драматический фильм 1987 года, снятый Юрием Ильенко на киностудии имени А. Довженко. Состоит из двух частей.

## Сюжет
В 1973 году в высокогорном селе Буковины происходит конфликт между двумя родами из-за древней вражды, начавшейся ещё в годы Великой Отечественной войны. Старик Василий Вильгота, причастный к злодеяниям в прошлом, предаётся грабежам и убийствам. Он поджигает хату участкового милиционера, убивает его и сражает его сына. Его односельчанин Яков Чернега, ставший свидетелем его злодеяний, стремится к мести и наконец убивает Вильготу.

## Роли исполняют

### В главных ролях
- Лесь Сердюк — Василь Вильгота
- Филипп Ильенко — Яшка Чернега
- Сергей Подгорный — Яков Чернега
- Михаил Голубович — Лука Чернега
- Нина Матвиенко — Катерина
- Людмила Ефименко — Мотря с тробой
- Борис Галкин — участковый
- Майя Булгакова — Меланка
- Сергей Галетий — Юрко Вильгота
- Николай Мурараш — Пивпарубка
- Наталия Сумская — учительница
- Ольга Сумская — Галя
- Василий Цыбенко — дед Катерины
- Дмитрий Цапенко — Сашко Чернега
- Людмила Лобза — Вустя
- Виктор Демерташ — фотокорреспондент

### В эпизодах
- Андрей Брозянский — младший братик Яши
- Оля Стрыданко
- Алексей Черноусов
- Ира Соколовская
- Витя Рудь
- Оля Михайлюк
- Лёня Бабий
- Тарас Мандзюк
- Люда Павражик
- Саша Башкин
- Юра Горин
- Федя Дудурыч
- Виталик Бенько
- С. Аврамов
- С. Войтович
- Сергей Гаврилюк
- Оксана Григорович — жена Якова
- Максим Дончик
- Владимир Дудкин
- Елена Ильенко — немка
- Александр Клаунинг — немецкий офицер
- Галина Ковганич — Килина
- Сергей Лиховид
- М. Майстренко
- Георгий Мурашко
- Виктор Панченко — раненый
- Рамиль Сабитов
- Л. Скорук
- Евгений Тодоракин
- Вячеслав Дубинин

Закадровый перевод Юрия Ильенко
Песни в исполнении Нины Матвиенко

## Съёмочная группа
- Автор сценария, режиссёр-постановщик, оператор-постановщик: Юрий Ильенко
- Художники-постановщики: Александр Даниленко, Александр Шеремет
- Звукооператор: Богдан Михневич
- Режиссёр: Николай Федюк
- Операторы: Артём Кузьменко, О. Найда, О. Клопов
- Художник по костюмам: Людмила Сердинова
- Художник-гримёр: А. Лосева
- Монтажёр: Е. Сумовская
- Режиссёрская группа: Т. Черкашина, А. Дончик, С. Галетий
- Комбинированные съёмки
  - Оператор: Александр Пастухов
  - Художник: Владимир Цырлин
- Фотограф: Л. Крытенко
- Мастер света: В. Коренский
- Светоустановщик: В. Ляшенко
- Каскадёры: Михаил Данилов, Вячеслав Дубинин, Виталий Васильков, Дмитрий Осмоловский (под руководством Анатолия Грошевого)
- Редактор: Татьяна Ковтун
- Административная группа: О. Панасюк, О. Гайка, С. Лозенко, М. Майстренко, О. Смородский, М. Шевченко, В. Шульга
- Директор картины: Николай Весна

## Съёмки
Съёмки фильма велись в сёлах Деревянное и Гелетина в Хмельницкой области.

## Премьера
Премьера фильма состоялась 2 октября 1987 года. За первый год кинопроката картину посмотрели 1,6 млн зрителей.

## Критика
Лев Карахан в «Искусстве кино» (1989, №3) написал, что фильм явил «нечто среднее между «Белой птицы с чёрной отметиной» (1970, реж. Юрий Ильенко) и «Иди и смотри» (1985, реж. Элем Климов)» также отметив, что Ильенко «не смог воспроизвести ни собственной изобразительной культуры, ни климовского постановочного мастерства».

## Награды
- Международный кинофестиваль в Карловых Варах (1987) — Приз Лесю Сердюку за мужскую роль[2].
- Республиканский кинофестиваль в Днепропетровске (1988) — Приз Юрию Ильенко за большой вклад в развитие украинского киноискусства[2].